# Casinaria ektypha
Casinaria ektypha är en stekelart som beskrevs av Maheshwary och Gupta 1977. Casinaria ektypha ingår i släktet Casinaria och familjen brokparasitsteklar. Inga underarter finns listade.